# Ramal de Portalegre
El Ramal de Portalegre, originalmente conocido como Línea de Portalegre, es un tramo ferroviario, que era la conexión de la Línea de Évora, en Estremoz, a la Línea del Este, en la estación de Portalegre, en Portugal; fue concluida en 1937, y cerrada en 1990.

## Historia

### Antecedentes
El 19 de abril de 1854, fue presentada una consulta del Consejo Nacional de Obras Públicas, sobre un plan del Marqués de Ficalho y de José Maria Eugénio de Almeida, como representantes de la Compañía Nacional de los Ferrocarriles al Sur del Tajo, para construir un ferrocarril entre las localidades de Aldea Galega y Vendas Novas; el 24 de julio del mismo año, fue firmado un contrato con el gobierno para construir y gestionar este ferrocarril, que preveía la continuación de esta línea hasta Beja, con ramales a Évora y Setúbal.
En junio de 1859, no obstante, el gobierno presentó al parlamento una nueva propuesta de ley, para la construcción de las conexiones ferroviarias hasta Beja y Évora, a partir de Vendas Novas, pero utilizando ancho ibérico, igual a la que había sido implementada en España; este plan surgió a raíz de una ley del 8 de julio de 1859, la cual autorizó el concurso para estas líneas. No obstante, no aparecieron concurrentes, por lo que el Estado contrató un grupo de empresarios ingleses, que formaron, para la construcción de estas líneas, la Compañía de los Ferrocarriles del Sudeste; la línea hasta Évora fue abierta el 14 de septiembre de 1863.
No obstante, las compañías utilizaban anchos diferentes, lo que obligaba a los pasajeros y carga a realizar transbordo en Vendas Novas, por lo que el gobierno nacionalizó la Compañía al Sur del Tajo, y otorgó la concesión el 11 de junio de 1864 de las antiguas líneas de esta empresa a la Compañía del Sudeste, para que esta las modificase; este contrato también preveía, entre otras empresas, la continuación de la Línea de Évora hasta Crato, en la Línea del Este, pasando por Estremoz. No obstante, los problemas financieros de la Compañía impidieron que esta realizase los pagos debidos al Estado, por lo que, en 1869, este tomó las riendas de las líneas, y abrió varios concursos para su ejecución; no hubo, sin embargo concurrentes, por lo que tuvo que ser el propio gobierno quien se hiciese cargo de las obras, habiendo abierto el tramo hasta Estremoz el 22 de diciembre de 1873.

### Planificación
El Plan de la Red al Sur del Tajo, documento oficial que reguló los planos ferroviarios de esa época, elaborado en 1899 y publicado por un decreto del 27 de noviembre de 1902, incluía la continuación de la Línea de Évora de Estremoz hasta la Línea del Este, a través de Vila Viçosa, pero no establecía la construcción de la conexión ferroviaria entre Estremoz y Portalegre, porque en aquella zona, ya existía una buena red carretera; por otro lado, se podría dispensar de esta línea, si fuese construida la conexión entre Évora y Ponte de Sor, en la Línea del Este. Así mismo, fue planeada, estableciendo el trazado original del paso por Sousel, Cano, Fronteira y Cabeço de Vide; debido a la insistencia de los militares, fue delineada en vía de ancho estrecho, pero este punto fue rechazado, porque forzaba al transbordo de los pasajeros y mercancías de la Línea de Évora, que utilizaba el ancho ibérico.
Un decreto de 7 de mayo de 1903 añadió esta línea, en ancho estrecho, al Plan de la Red; el trazado fue alterado, pasando a transitar por Sousel, Fronteira, Cabeço de Vide, y por la estación de Portalegre, en la Línea del Este. Se acreditaba que esta vinculación sería bastante útil, pues permitiría construir una estación más próxima a la ciudad de Portalegre, y facilitaría las comunicaciones entre la región de Portalegre y el Alto y Bajo Alentejo; siendo posible prolongarla en el futuro hasta Castelo de Vide, en el Ramal de Cáceres. El mismo decreto también clasificó la Línea del Sorraia, cuyo trayecto debía unir Fronteira a Quinta Grande, en la Línea de Vendas Novas. La construcción fue autorizada por una ley del 27 de octubre de 1909, siendo el concurso abierto el 6 de noviembre del mismo año.

### Construcción e inauguración
La Ley n.º 37, del 11 de julio de 1913, autorizó que fuese abierto un concurso público para su construcción, de acuerdo con los contratos del 9 de diciembre de 1903 y 9 de agosto de 1907; estos diplomas establecieron que la explotación de la línea sería realizada por la administración de los Ferrocarriles del Estado, y que la compañía que construyese este ferrocarril habría de realizar los estudios para su continuación hasta la Línea de la Beira Baixa, siendo planeado el trazado hasta Castelo de Vide, en el Ramal de Cáceres.
El primer tramo, entre Estremoz y Sousel, entró en servicio el 23 de agosto de 1925, siendo la conexión entre Sousel y Cabeço de Vide abierta el 20 de enero de 1937, y desde esta estación hasta Portalegre el 21 de enero de 1949.

### Cierre
Esta conexión fue cerrada el 1 de enero de 1990; en ese momento, los servicios de pasajeros ya habían sido suspendidos.